# Skepparmössa

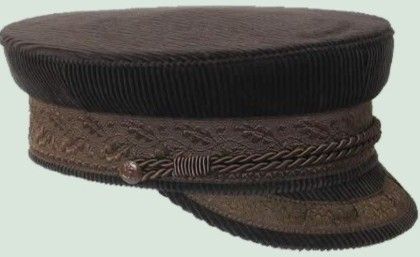
Tysk skepparmössa, så kallade Prinz-Heinrich-Mütze.

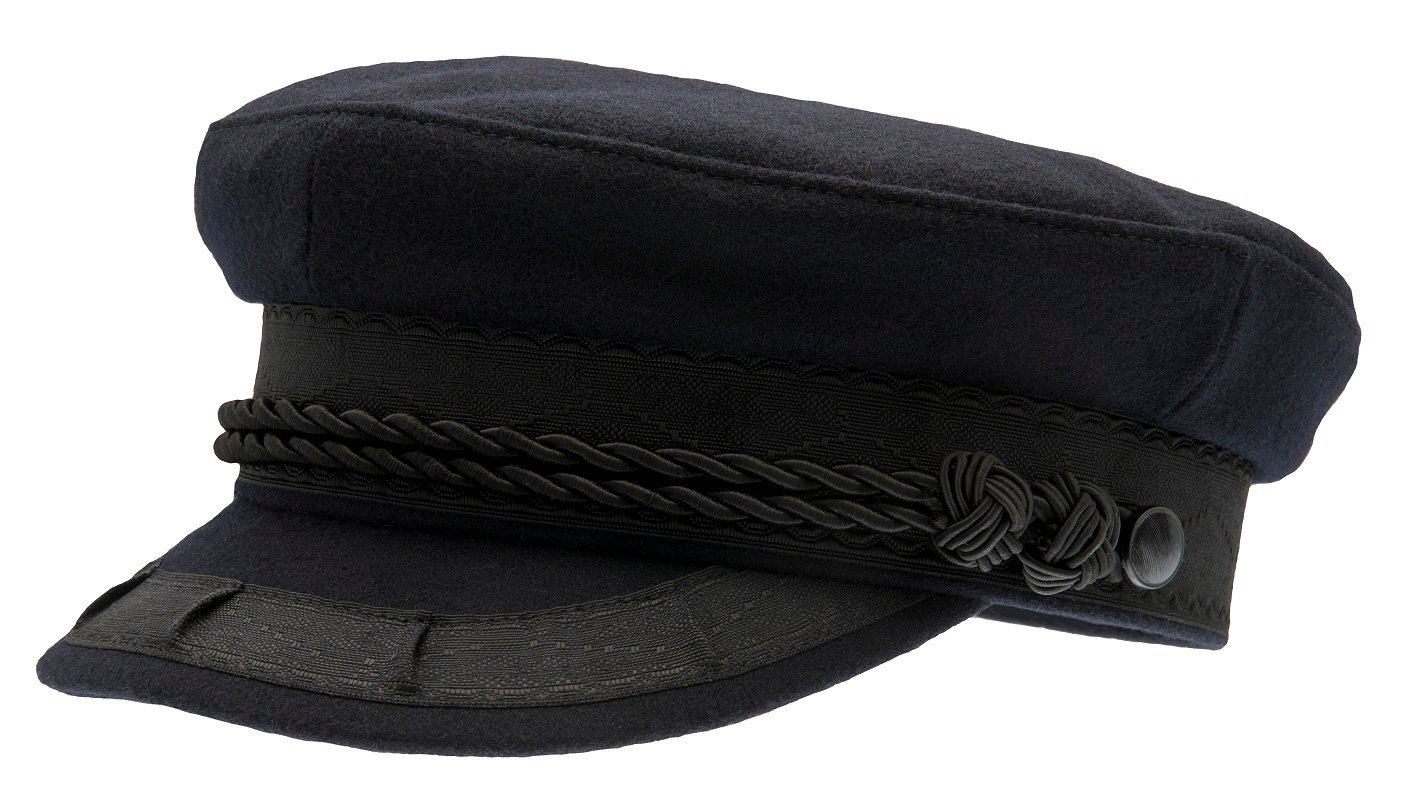
Svensk skepparmössa av modell Oscar II

Skepparmössa är en mörkblå skärmmössa med en smal kant, platt kulle av tyg och normalt en dekorerad skärm, och är en variant av Vegamössan. 
Kung Oscar II av Sverige (1872–1907) bar ofta denna typ av huvudbonad när han seglade med sin kungajakt Drott. Även Tysklands förre förbundskansler Helmut Schmidt bar gärna en skepparmössa av typ Elblotsen-Mütze (Elblots-mössa) som mycket liknar en Prinz-Heinrich-Mütze. 